# Hobart (Indiana)
Hobart es una ciudad ubicada en el condado de Lake en el estado estadounidense de Indiana. En el Censo de 2010 tenía una población de 29059 habitantes y una densidad poblacional de 420,12 personas por km².

## Geografía
Hobart se encuentra ubicada en las coordenadas 41°30′49″N 87°16′35″O / 41.51361, -87.27639. Según la Oficina del Censo de los Estados Unidos, Hobart tiene una superficie total de 69.17 km², de la cual 68.2 km² corresponden a tierra firme y (1.4%) 0.97 km² es agua.

## Demografía
Según el censo de 2010, había 29059 personas residiendo en Hobart. La densidad de población era de 420,12 hab./km². De los 29059 habitantes, Hobart estaba compuesto por el 85.3% blancos, el 6.97% eran afroamericanos, el 0.37% eran amerindios, el 1.03% eran asiáticos, el 0.01% eran isleños del Pacífico, el 3.97% eran de otras razas y el 2.36% pertenecían a dos o más razas. Del total de la población el 13.85% eran hispanos o latinos de cualquier raza.